# Rio Fleres
Il rio Fleres (Pflerscherbach in tedesco) è un fiume dell'Alto Adige che nasce dal Montarso nelle Alpi Breonie. Forma l'omonima valle (Val di Fleres) e confluisce dopo 15 chilometri a Colle Isarco nel fiume Isarco da destra.
Scorre interamente nel comune di Brennero. Le principali località bagnate sono Fleres di Dentro, Fleres di Fuori, Lasta e Valmigna.